# Мицена адониса
Мице́на адо́ниса (лат. Atheniélla adónis) — вид грибов, относящийся к роду Atheniella семейства Негниючниковые (Marasmiaceae). Ранее включался в состав рода Мицена (Mycena). Несъедобен. Встречается в Азии, Европе и Северной Америке.

## Описание
Шляпка 1,2 см в диаметре, от оранжеватого до красноватого цвета. Ножка тонкая до 4 см высотой. Внешним видом M. adonis похож на M. acicula, M. aurantiidisca и M. rosella.
Гриб предпочитает хвойные леса и торфяники.

## Ареал
Гриб встречается на западе Северной Америки в штатах Вашингтон, Орегон и Калифорния; в долине реки Уссури на северо-востоке Китая в Азии. В Европе гриб был найден в Британии, Германии, Голландии, Шотландии, а также на Канарских островах.